# Religion och andevärld i europeisk bronsålder
Gemensamt för bronsålderns religion i Europa var att man använde sig av speciella naturliga platser, speciellt våta platser och grottor. Det man främst kan se nu är depåerna. Vissa symboliska objekt som solen, fågeln, och djur visar på någon form av enhetlighet av kulturella termer. Man får även anta att det fanns ett starkt ceremoniellt element vid skapandet och deponerandet av bronsålderns föremål. Bronsföremål med inga andra funktioner än för att synas och paradera, musikinstrument, platser som adderades med förhållandevis diskreta föremål. Allt detta indikerar ett starkt intresse för det visuella.

## Kultplatser
Man har funnit få platser med konstruktioner som skulle kunna identifieras som om de hade använts i rent rituellt syfte. De flesta har istället varit som dekorativa element som hällristningar, på portabla föremål eller som depåer. Vissa platser med utmärkande drag har varit så speciella så att man har inte annat än tolkat det som om de hade varit rituella platser. Vissa platser hade installationer som utan tvekan använts i speciella syften som de omsorgsfullt konstruerade träkonstruktionerna i Bargeroosterveld i Drenthe, ”templet” i Sălacea i västra Rumänien vilket är en mer huslig konstruktion och den rektangulära strukturen vid Sandagergård, Ferslev på norra Själland En mer svårtydd fornlämning är vid Vadgård på norra Jylland. Mitt bland alla stolphål finner man några tätt ihopsatta kring en grop med en sten som har en fisk ingraverad. Element och strukturer skulle kunna tolkas som kultplatser finns spridda över hela Europa men är ganska tvetydiga. .
Platser som har använt och förstärkt den naturliga omgivningen för eventuellt rituellt syfte kan också nämnas, som Belverde di Cetona nära Siena. Grottor och klippskrevor användes för mänskliga lämningar och keramik. Några av dessa klippor var artificiellt utformade. 
Platser som har tolkats som offerplatser och markerats med bränning har hittats i Alperna. De flesta är från urnefelt- och halstatperioden och innehåller mängder med djurben. Dock kan de vara vanliga matlagningsplatser. 
På de brittiska öarna kom många platser som redan under neolitikum skapades att användas under bronsåldern. Druidcirklarna vid Penmaenmawr i norra Wales, Loanhead of Daviot i nordöstra Skottland innehöll kremeringsurnor och matkärl. 
Man har fört fram att vissa av dessa megalitplatser, speciellt de som är linjärt arrangerade är kopplade till observationer av himlen. Speciellt med solens upp- och nedgång och månens olika faser. Denna koppling är speciellt stark i stencirklarna som finns i nordöstra Skottland och sydvästra Irland. 

### Grottor
Även om det är svårt att i efterhand konstatera om grottor användes i kultsammanhang eller som bostäder tycks åtminstone några ha använts enbart i religiösa sammanhang. Det är svårt att avgöra exakt vilken betydelse olika grottor har men att det hade betydelse står utan tvekan. I de underjordiska grottorna i Mušja jama, Slovenien finner man stora kvantiteter bronsföremål från urnefältskulturen, träkol, några järnföremål. Mycket av bronsen var förstörd och smält. Tillsammans med detta hittade man några brända ben, obrända djur och människoben. I närheten hittade man en s.k. bengrotta med stora kvantiteter människo- och djurben, några bronsföremål från urnefältskulturen och några järnföremål. Dessa grottor användes under sen bronsålder och tidig järnålder.  
Grottor i Kroatien användes för att deponera mänskliga ben tillsammans med brons och keramik. Bezdanjacagrorottan är den mest utmärkande. Dessutom användes stora kvantiteter ockra. Istället använde man sig av nischer mellan stalagmit- och stalaktiterna. Grottan användes på detta sätt under mellan- och sen bronsålder. 
I Grotta Pertosa, Italien har man funnit ett stort antal bronsföremål i grottor där ånga strömmar ut. I Storbritannien där Heathery Burn är den mest kända har man funnit mänskliga ben, brons och bearbetad ben I Tyskland finns det många exempel på samma arrangemang. Mest känd är Kyffhäusergebirge i Thüringen.  Keramikfynd utan gravsammanhang eller andra kultaktiviteter kan ibland hittas i centraleuropeiska grottor. I de flesta fall hittar man bara några få skärvor men i några få fall hittar man även människoben.

## Föremål

### Yxor
Yxor spelade en speciell roll i den tidiga brittiska bronsåldern. Yxor finns deponerade i klippskrevor och dylikt och avbildade i Stonehenge och i Ri Cruin i Skottland .
I Skandinavien var yxan en långlivad symbol genom hela bronsåldern, både som föremål men också som avbildning.

### Amuletter
Amuletter oftast förekommande i grupper hittar man i barngravar. En noterbar ökning sker i urnefältskulturen. Föremål som man hittar är hängsmycken, olika typer av pärlor, fossil, snäckskal, djurtänder och ben, små ringar och skallror av lera. Skallrorna finner man främst i Lausitzgravar i Polen (citat). Alla dessa föremål kan naturligtvis vara leksaker men en teori är att några eller alla föremål i varje grav är skyddsamuletter eller talismaner

### Figuriner
Deponerade figuriner hittar man bl.a. i Visegrád-Csemetekert. Kruk- och fågelkeramik daterades till 1200 -700 t.f.kr 
Träfiguriner finner man på flera platser i Europa många kan C14 dateras till bronsåldern (Alla är antropomorfiska och hittas nästan uteslutande på våta platser).
Djur och framförallt fåglar tycks ha spelat en stor roll i urnefältskulturens föreställningsvärld. En mängd former och symboler är kända där de flesta är antropomoriska och zoomorfiska. Fågelsymboler är speciellt vanliga i urnefältskulturen oftast i lera eller brons. Den s.k. fågelbåten tycks ha en speciell mening i urnefältskulturen och kan ha ett samband med båtbegravningarna under bronsåldern. Båtar tycks i sig haft en viktig symbolisk betydelse speciellt i det nordiska området där de är vanliga inte bara på hällristningar men också på bronsföremålen. Till exempel är rakbladen så starkt stiliserade att det är oklart om det är båtar eller fåglar som avbildas. Bland de många former som visas finner man hjul, solar, dubbelyxor, trianglar och månskäror. I Balkan-Donau området finner speciellt rikt dekorerade figurer. Figuriner och vaser dekorerade med spiraler, koncentriska cirklar, triangelformade hängsmycken och bandformer kanske representerande klädesdekorationer. Huvudformen är endast stiliserad. Andra former är stiliserade figurer i trehjuliga vagnar dragna av vattenfåglar alla dekorerade med koncentriska cirklar, vilket kanske representerar solsymboler .

## Offerföremål
Själva deponerandet av föremål anser man med hjälp av hällristningar och andra fynd ackompanjerades av speciella ceremonier som parader, blåsandet av horn, och ritualiserat krigande och liknande. Att deponera föremål med denna avsikt anser man också att det var ett sätt att bibehålla den sociala ordningen. Det krävdes speciell kunskap som några få hade tillgång till.  Det finns många exempel på prestigeföremål som musikinstrument och vapen som har deponerats på våta platser. Sköldar och dylikt liksom musikinstrument från Irland och Skandinavien har förmodligen inte varit praktiskt användbara. De så kallade bronslurarna har förmodligen använts, inte som musikinstrument utan som högst synliga prestigeföremål i ceremonier. I Skandinavien finner man många föremål som inte kunde var till praktisk nytta, Varken som vapen eller arbete utan i alla dessa föremål återkommer det specifika motiv och former. Något som tyder på att de skulle användas till specifika uppvisningar. 
Det finns ett stort antal fynd som härstammar från våta platser som floder, sjöar, träsk och myrar. Det har diskuterats mycket huruvida de är offerföremål eller ej. Ingen konsensus kan skönjas men man är överens om att på många platser var det just offerföremål. 
En annan typ av platser där offerföremål kan ha lagts är bergspass och berg. Det finns kända fall från alperna och delar av Italien. 
Keramikdepåer är kända från flera platser i central- och östra Europa. Även om de kan ha förvarats i marken av praktiska skäl kan man inte utesluta att de har använts som offerföremål.

## Att bearbeta ben efter döden och eventuell kannibalism
Trots att det är svårt att hitta förstahandsuppgifter om institutionaliserad kannibalism i historien är det frestande för många arkeologer att spekulera i att just sådant har hänt under bronsåldern. På ett flertal platser i Europa finns det spår efter bearbetning av ben från höggravs-, velatice-, knoviz- och Lausitzkulturen. Den mest kända platsen är i Velim, Böhmen där ett stort antal ben har huggmärken. På andra ställen finner man bearbetning av ben på märkliga sätt. Det mest belysande exemplet på de många fynden i södra Tyskland som skulle tyda på en dödskallekult. Även om det inte behöver tyda på någon form av kannibalism är det tydligt att man har åtminstone velat bearbeta kropparna och benen efter döden.

## Hällristningar
Hällristningar kan hittas i Skandinavien, Alperna, på de brittiska öarna och nordvästra Spanien. I Alperna är hällristningarna i Val Camonica och Monte Bego  mest kända . Vissa korta beskrivningar om hällristningar i Schweiz och Österrike finns. I Albanien, Montenegro och Bulgarien finner man också hällristningar vilka man ibland vill hänföra till järnåldern eller medeltiden. Hällristningarna ligger alla på plana ytor vilka har jämnats ut av inlandsisen. Ytorna var mycket hårda vilket medförde att extra mycket arbete krävdes för att rista in bilderna. Vidare låg de nära vattnet. Skålgropar är speciella. De hittas i hela Europa. I väst associeras de med stenkammargravar. I östra Medelhavsområdet i olika rituella sammanhang. De hittas på Sardinien, Korsika och Portugal. I Skandinavien, i norra Tyskland, Bretagne, Österrike och Schweiz. M.a.o där inga andra hällristningar finns bevarade finner man dessa, ett bevis för att samma symbolvärld fanns i hela Europa. När det gäller motiven mellan regionerna varierar de stort men några få dominerar. Vad som dominerar skiljer sig från region till region dock. I Skandinavien är den allra vanligaste ristningen skålgroparna. Av figurmotiven med undantag Danmark dominerar skeppen. Andra vanliga figurmotiv är djur, solsymboler, händer och fötter, vagnar, plogscener, träd och vapen. I Alperna är variationsrikedomen ännu större. Människor är inbegripna i olika aktiviteter, en del funktionella andra symboliska och djur är antingen jagade, används som dragdjur eller är ridna. Föremålen känner man igen från vardagen som vapen, vagnar och ådrar andra är strikt symboliska, hjul, solar, nät, paddlar byggnader och andra geometriska mönster. På de brittiska öarna är den allra vanligaste hällristningen skålgropar och skålgropar med ring. Det finns inga speciella figurmotiv men ett begränsat antal geometriska mönster oftast i komplexa mönster mer komplexa än de skandinaviska och italienska. I Galizien är skålgropar vanligast men också skålgrop-ring är också vanlig. Hällristningar finner man inte bara ristade i berggrunden. I Danmark och norra Tyskland, där inte berggrunden inte kommer i dagen, använder man sig istället av stenblock. I några fall finner man dem I gravsammanhang. Det mest kända är Kiviksgraven. 
Även om det alltid varit svårt att tolka hällristningar har man alltid ansett dem som tillhörande den andliga delen av människans värld. När det gäller skandinaviska hällristningar kan man dela upp tolkningarna i två grupper. En grupp som anser att de är ett uttryck för en särskild ritual, scener och symboler som uttrycker myter och idéer. Den andra gruppen är ideologisk, försöker påvisa generella principer för social ordning och world view. Man har ansett att det skedde en ideologisk förändring under bronsåldern. Så att bilder på krigare, vapen och prestigeföremål representerade institutionell rivalitet mellan och inom regioner. Andra har sett bilderna som ett sätt att bibehålla maktstrukturer genom de rituella aktiviteterna. Mycket har skrivits om enskilda motiv eller grupper av motiv. Skepp kopplas samman med människor som behöver det för ett erhålla värdefulla resurser som fisk eller att hålla kontakten med människor längs med den klippiga kusten. Båtar har också kopplats samman med fruktbarhetsgud/ar eller med solen uttryckt som att den färdas över himlen. Man kan också se det som att båten tar med sig den dödes ande i samband med någon form av begravningsritual. Djurmotiv kan vara rent ekonomiska motiv. Studier visar också att bilderna kan representera territoriella aspekter. Vissa var för det lokala samhället, andra var för det regionala och några var för det interregionala. Tätheten av hällristningar har också föreslagits som ett resultat av dess sociala betydelse. Man föreslår också dess distribution visar på en hierarkisk social organisation och bilder på krigare representerar aspekter på samhället där innehavet av statusföremål var sammankopplat med den status man hade. .

## Ceremoniella aspekter
Vissa föremål och bilder är svårt att tolka som annat än att de tillhör det ceremoniella eller magiska. Exempelvis är de välutvecklade huvudbonaderna på hällristningarna i Naquane i Val Camonica sådana och även vissa föremål som man finner i gravar och andra sammanhang runt om Europa.  Ett sådant föremål är guldhattarna. Även de figurer som finns i Kiviksgraven, Stockhultfigurinerna och de spetsiga hattar som bars av gudar i hettitriket skulle kunna föras till sammanhanget. Sålunda rör sig många av föremålen runt ritualiserade ceremonier av olika slag. Delar av hällristningarna visar detta och andra guld och bronsfynd. Även kultvagnarna som man hittar skulle kunna föras till den kategorin. Modellvagnar som i vissa fall är lastad med en kittel eller tillsammans med fåglar. Under urnefältskulturen är vagnar tillsammans med betsel, ibland indikerande parvisa djur inte något ovanligt. Även andra föremål som bronslurar, trummor, praktvapen och sköldar visar på en högst ritualiserad ceremoniell värld

## Fotnoter
1. ↑  Schauer, P. 1996: Naturheilige Plätze, Opferstätten, Deponierungsfunde und Symbolgut der jüngeren Bronzezeit Süddeutschlands. In: Almagro-Gorbea, M. u.a.: Archäologische Forschungen zum Kultgeschehen in der jüngeren Bronzezeit und frühen Eisenzeit Alteuropas. (= Regensburger Beiträge zur Prähistorischen Archäologie 2). Schauer, P. (Hrsg.). Regensburg: Universitätsverlag. 381 - 416
2. ↑  J. M. Coles and A. F. Harding, The Bronze Age in Europe (London 1979)
3. ↑  Kaul, F. 1985. Sandagergård. A Late Bronze Age Cultic Building with Rock Engravings and Menhirs from Northern Zealand, Denmark. Acta Archaeologica 56, 31-54. Copenhagen
4. ↑  Lomborg, E.: 1976 Vadgård. Ein Dorf mit Häusern und einer Kultstätte aus der älteren Bronzezeit. Festschrift für Richard Pittioni zum siebzigstens Geburtstag. Wien
5. ↑   Lomborg, E. 1976. Vadgård. Ein Dorf mit Häusern und einer Kultstätte aus der älteren Bronzezeit. Festschrift für Richard Pittioni zum siebzigstens Geburtstag. Wien
6. ↑  Martini F, Sarti L, 1990, La preistoria del Monte Cetona, Firenze, ISBN 88-7814-073-2
7. ↑  GLEIRSCHER P., Brandopferplätze, Depotfunde und Symbolgut im Ostalpenraum. In: Schauer P., Archäologische Forschungen zum Kultgeschehen in der jüngeren Bronzezeit und frühen Eisenzeit Alteuropas, Kolloquium Regensburg 1993, Regensb. Beitr. Prähist. Arch. 2, 1996, 429-449
8. ↑  Thom, A. and A. S., with A. Burl 1990. Stone Rows and Standing Stones: Britain, Ireland and Brittany. BAR
9. ↑  BURL A. 1983. Prehistoric Astronomy and Ritual Shire Publications, ISBN 0852636210
10. ↑   Szombathy, J. 1912. Altertumsfunde aus Höhlen bei St. Kanzian im österreichischen Küstenlande: Mit 193 Abb. im Texte Wien. Hölder in Komm..  S.128-190.
11. ↑   Drechsler-Bižić, R. 1979-80.  Nekropola brončanog doba u pećini Bezdanjači kod Vrhovina, Vjesnik Arheoloskog Mezeja u Zagrebu  3 serie 12-13 27-85.
12. ↑   Bernabei, M. Grifoni R. 1995-6. I culti delle acque nella preistoria italiana
13. ↑  Britton, D. (1971) The Heathery Burn Cave revisited. British Museum Quarterly 35: 20-38.
14. ↑  Behm-Blancke G. 1976. Zur Funktion bronze- und früheisenzeitlicher Kulthöhlen im Mittelgebirgsraum. Ausgr. u. Funde 21, 80–88.
15. ↑  SCHMIDT P. K. 1978-79. Beile als Ritualobjekte in der Altbronzezeit der Britischen Inseln. Jahresbericht des Instituts für Vorgeschichte der Universität Frankfurt-am-Main München s 311-320
16. ↑  Jensen, J. 1978 Kultøkser fra bronzealderen. Nationalmuseets Arbejdsmark
17. ↑  Kubach-Richter, I. 1978-79.  Amulettbeigaben in bronzezeitlichen Kindergräbern
18. ↑  Gróh, D. 1984. Elözetes Jelentés a Visegrád-Csemetekert Lelögelyen. Végzett Késöbronzhori és horavashori feltárasröl, Communicationes Archaeologicae Hungariae, 53-66
19. ↑  Coles, B.J. 1990. Anthropomorphic wooden figurines from Britain and Ireland, Proceedings of the Prehistoric Society 56,315-333.
20. ↑   Hayen, H. 1971. Hölzerne Kultfiguren am Bohlenweg XLII (Ip) im Wittemoor (Gemeinde Berne, Landkreis Wesermarsch) (Vorläufiger Bericht)
21. ↑  Müller-Karpe. H. 1978-9. Bronzezeitliche Heilszeichen. Jahresbericht des Instituts für Vorgeschichte der Universität Frankfurt-am-Main
22. ↑  Sprockhoff, H. 1955: Das bronzene Zierband von Kronshagen bei Kiel. Eine. Ornamentstudie zur Vorgeschichte der Vogelsonnenbarke. Offa. 14. 5–120. Neumünster.
23. ↑  Kaul, F. 1995. Ship on bronzes. The ship as a symbol in prehistoric and medival Scandinavia. Eds. O. Crumlin-Pedersen & M. B. Thye. Studies in Archaeology and History Vol 1. Copenhagen.
24. ↑  Dumitrescu, V. 1961. Necropola de incineratie din epoca bronzului de la Cirna.
Biblioteca de Arheologie. Bucarest.
25. ↑  Letica, Z. 1973.  Antropomorfne figurine bronzanog doba u Jugoslavii. Dissertationes et Monographiae XVI, Beograd
26. ↑  C Pare, 1989. 'From Dupljaja to Delphi: the ceremonial use of the wagon in later prehistory', Antiquity 63, s. 80-100
27. ↑  Levy, J. E. 1982.  Social and religious organization in Bronze Age Denmark: an analysis of ritual hoard finds. British Archaeological Reports. Int. series 124
28. ↑  Wyss, R. 1996. Funde von Pässen, Höhen, aus Quellen und Gewässern der Zentral- und Westalpen. Archäologische Forschungen zum Kultgeschehen in der jüngeren Bronzezeit und frühen Eisenzeit Alteuropas. Hrsg.: Schauer, P. Regensburger Beiträge zur Prähistoriche Archeologie 2
29. ↑  Hellebrandt, M. 1990. Az Igrici Keramiadepot. Communationes Arch. Hung. S 93-111
30. ↑   Dočkalová, M. Characteristics of the Bronze Age Osteological Finds from the Locality Velim near Kolín. Anthropologie 28. s 197–202.
31. ↑  Schauer, P. 1996: Naturheilige Plätze, Opferstätten, Deponierungsfunde und Symbolgut der jüngeren Bronzezeit Süddeutschlands. In: Archäolog. Forschungen z. Kultgeschehen in der jüngeren Bronzezeit und frühen Eisenzeit Alteuropas, Regensburger Beitr. z. präh. Arch. Bd. 2, Regensburg, 381–416.
32. ↑   Nordbladh, J. 1980. Glyfer och rum kring hällristningar i Kville. Göteborg.
33. ↑  Malmer , Mats P. 1981. A Chorological Study of North European Rock Art. Stockholm
34. ↑  Bradley, R. 1997. Rock Art and the Prehistory of Atlantic Europe: Signing the Land. ISBN 978-0415165365.
35. ↑   Pauli, L. 1984. The Alps: Archaeology and Early History. Eric Peters, trans. London: Thames and Hudson.
36. ↑  Zindel, C. 1968. Felszeichnungen auf carschenna, Gde Sils im Domeleschg, Ur-Schweiz 32, 1-5.
37. ↑  Burgstaller, E. 1978. Zur Zeitstellung der österreichischen Felsbilder. Amtliche Linzer Zeitung
38. ↑  Georgiev, 1972 Georgiev, Georgi. 1972. „Forschungsstand der alten Felskunst in Bulgarien“. Acts of the International simposium on Rock Art.
39. ↑  Röschmann, J. 1962. Schalensteine. 19,
40. ↑  Bertilsson, U. 1989. ”Rock-carvings, ideology and society in the Bronze age of Western Sweden”, ur Bronze Age Studies – transactions of the British-Scandinavian Colloquium in Stockholm May 10-11. 1985. Nordström, H-Å. och Knape, A. (red.). Stockholm
41. ↑  Anati, E. 1961. Camonica Valley. New York: Alfred Knopf.
42. ↑  Hadingham, E. 1974. Ancient Carvings in Britain: A Mystery London, Garnstone Press.
43. ↑  PEÑA SANTOS,A. 1980. de la: "Las representaciones de alabardas en los grabados rupestres gallegos", Zephyrus, XXX-XXXI. Salamanca, Universidad
44. ↑  Capelle, T. 1972. Felsbilder in Nordwestdeutschland. Eine Übersicht. acta archaelogica (Copenhagen) 43, 229-38
45. ↑  Kristiansen, K & Larsson, T B. 2005. The Rise Of Bronze Age Society: Travels, Transmissions And Transformations. Cambridge University Press ISBN 978-0521604666
46. ↑  Coles, J. 1994 ROCK CARVINGS OF UPPLAND. A Guide. Illustr. Uppsala.
47. ↑  Bertilsson, U. 1987
The Rock Carvings of Northern Bohuslän. Spatial Structures and Social Symbols.
 Stockholm Studies in Archaeology 7. Häftad
48. ↑  Bertilsson, U. 1989. ”Rock-carvings, ideology and society in the Bronze age of Western Sweden”, ur Bronze Age Studies – transactions of the British-Scandinavian Colloquium in Stockholm May 10-11. 1985. Nordström, H-Å. och Knape, A. (red.). Stockholm.
49. ↑  Malmer, M. P. 1981. A chorological study of North European Rock Art. KVHAA Antikvariska serien 32. Stockholm.
50. ↑  Nordbladh J. 1989: Armour and fighting in the South Scandinavian Bronze Age. I: Approaches to Swedish Prehistory. BAR International Series S500, Thomas B.Larsson och Hans Lundmark ed. pp. 323 - 333. Oxford
51. ↑  Almgren, B. 1962. Den osynliga gudomen. Särtr. ur: Proxima Thule
52. ↑  Nordbladh, J. 1978. Images and messages in society. New directions in Scandinavian archaeology 1. Eds. K. Kristiansen & C. Pauldan Müller. Copenhagen.
53. ↑  Tilley, Ch. 1991. Material culture and text. London.
54. ↑  Yates, T. 1990: Archaeology through the looking-glass. In Archaeology After Structuralism,. ed. I. Bapty and T. Yates. London: Routledge, pp. 153- 202
55. ↑   Gerloff, S. 1996. Wessex, mycenae and related matters: the chronology of the British bronze age in its European setting.
56. ↑  Pare, C. F. E. Wagons and Wagon-Graves of the Early Iron Age in Central Europe. Oxford: Oxford Univ. Comm. Arch. Monogr. 35.
57. ↑  Nordstrom, H. A. ; Knape, A. 1994. Der Kultgegenstand Von Balkakra. Statens historiska museum. ISBN 9789171929273